# وكالة استخبارات الإشارات الإماراتية
وكالة استخبارات الإشارات (SIA)، المعروفة سابقًا باسم الهيئة الوطنية للأمن الإلكتروني (NESA)، هي وكالة المخابرات الإماراتية.

## أنشطة
في مايو 2014 ، أطلقت الوكالة سايبر كوست (Cyber Quest)، وهي مسابقة لطلاب المدارس والجامعات. اعتبارًا من 2019، سايبر كوست في نسخته الخامسة.
وكشف تقرير لرويترز في يناير 2019 أن الوكالة شاركت في مشروع رافين ، وهي مبادرة سرية لمساعدة الإمارات على مراقبة الحكومات الأخرى والمقاتلين ونشطاء حقوق الإنسان. في عام 2014 ، ساعد مشروع رافين الوكالة على تفكيك شبكة داعش في الإمارات العربية المتحدة.
في ديسمبر 2019، ذكرت صحيفة نيويورك تايمز أن وكالة استخبارات الإشارات الإماراتية وغيرها من أجهزة المخابرات الإماراتية استخدمت توتوك، وهو تطبيق مراسلة يستخدم على نطاق واسع من قبل الجمهور الإماراتي، لتسجيل جميع المحادثات والحركات والعلاقات والمواعيد والأصوات والصور من قبل مستخدمي التطبيق.